# K'ahk' Xiiw Chan Chaahk
K'ahk' Xiiw Chan Chaahk (gobernó entre c. 644 y c. 680) fue gobernante o rey maya de la ciudad maya de Sa'aal-Wak Kab'nal, actualmente El Naranjo, que sufrió una derrota a manos de los gobernantes de la ciudad maya de Caracol, probablemente en el 680 de nuestra era. A veces se le conoce simplemente como K'ahk' Skull Chan Chaak, un apodo otorgado por los arqueólogos antes de que pudieran leer la palabra "Xiiw". Fue el 37º gobernante de El Naranjo según las inscripciones en el sitio, y sucedió al poco conocido K'uxaj.Su reinado ocurrió durante el primer período de ocaso en El Naranjo, y su gobierno no produjo monumentos sobrevivientes conocidos. Sin embargo, algunos elementos de su vida han podido ser reconstruidos. Probablemente estaba en el poder en 644 EC, y luchó en una exitosa guerra estelar contra Caracol, incluso arrastrando una escalera que enumeraba los logros de Caracol de regreso a la ciudad de Naranjo. Sin embargo, un texto de estuco de Caracol, que está muy erosionado, sugiere que Caracol tomó represalias. El registro escrito en El Naranjo se interrumpe hasta la llegada de la señora Seis Cielo procedente de Dos Pilas, quien se hizo cargo de la dinastía. Esta gobernante o reina no estaba relacionada con K'ahk' Xiiw Chan Chaahk, sin embargo, su esposo K'ahk' U? Chan Chaahk pudo haber sido un primo del gobernante anterior.